# Thabor (klooster)
Thabor (oorspronkelijk Abert) is een voormalig klooster van reguliere kanunniken van Sint Salvator der augustijner orde ten noorden van de stad Sneek nabij het dorp Tirns.
Het klooster werd in 1406 gesticht door de hoofdeling van Sneek, Rienck Bockema, die hier in 1410 zelf intrad. Het klooster was een priorij (zogenaamde zustervestiging) van de augustijner koorheren van de Congregatie van Windesheim. Onder de reguliere kanunniken bevond zich Worp van Thabor, die hier in 1523 prior werd. 
Het klooster Thabor is ook ongetwijfeld het belangrijkste centrum voor de Friese geschiedschrijving geweest, met vertegenwoordigers als de eerder genoemde, uit Rinsumageest afkomstige, Worp van Thabor en Petrus Thaborita. Een andere naam in dit verband is Henricus Goude, die begin 16e eeuw een "collagekroniek" schreef over tal van onderwerpen uit de kerkelijke en de Nederlandse geschiedenis.
Het gebouw is aan het begin van de Tachtigjarige Oorlog in 1572 gesloopt en de orde in 1580 opgeheven.
In 1939 werd in Sneek aan de Bolswarderweg een rusthuis geopend genaamd Thabor.